# Сергиенко, Анатолий Александрович
Сергиенко Анатолий Александрович (13 июня 1946, Запорожье) — российский художник, работающий в авангардном направлении и таких жанрах как портрет, пейзаж, натюрморт и тематическая картина.
Заслуженный художник Российской Федерации , Заслуженный работник культуры Российской Федерации , Член Союза художников России.

## Биография
Родился в 1946 году в городе Запорожье (Украина). Окончил Днепропетровское Государственное училище (факультет живописи) в 1966 году. Выставочную деятельность начал с 1967. Живет в городе Североморске (Мурманская область) с 1973, в настоящее время работает в городе Мурманске. Является доцентом кафедры «Дизайн» в филиале НОУ ВПО «СФГА» в г. Мурманске.

## Работы художника находятся
Работы находятся в частных коллекциях: США, России, Украины, Дании, Швеции, Норвегии, Финляндии, Голландии, Греции, Англии, Канады, Белоруссии, Грузии и др., а также в музеях и галереях.

## Звания и награды
- Член союза художников СССР с 1975
- Делегат 4-го съезда художников России (1976)
- Член правления Союза художников России (1976—1981)
- С 1978 по 2010 гг. являлся руководителем народной изостудии СФ.
- В 1990 году присвоено звание «Заслуженный работник культуры РФ»
- С 1993 года председатель Союза Художников г. Североморска
- В 1995 году стал лауреатом премии Администрации Мурманской области за достижения в области профессионального мастерства
- Избран почетным гражданином города Североморска в 2001 году
- В 2004 году награждён дипломом Союза художников России
- Лауреат премии губернатора Мурманской области (2005)
- Присвоено звание «Заслуженный художник Российской Федерации» (2005)
- В 2006 году награждён Серебряной медалью Российской академии художеств

## Персональные выставки
- 1976—2011 — «Городской выставочный зал», «Музей истории города и флота» (Североморск, Россия)
- 1985—2006 — Областной краеведческий музей, областной художественный музей (Мурманск, Россия)
- 2000, 2002 — Краеведческий музей (Полярный, Россия)
- 1998 — Выставочный зал (Кола, Россия)
- 1993 — Морской музей (Нью-Йорк, США)
- 1994 — Художественная галерея Новой Шотландии (Галифакс, Канада)
- 1994, 1997, 2000, 2003 — Дом журналистов, Художественный музей (Кеми, Финляндия)
- 1996 — Художественная галерея «АРТ- ХАЛВАРИ» (Оулу, Финляндия)
- 1997, 2000 — Культурный центр. Музей рабочего движения (Тампере, Финляндия)
- 1997 — Культурный центр (Хамеенлинная, Финляндия)
- 2006 — Персональная юбилейная выставка к 60-летию со дня рождения (Мурманск, Россия)
- 1994, 1997, 1998, 2000 — Музей (Киркенес, Норвегия)
- 2004 — Краеведческий музей (Вадсе, Норвегия)
- 1999 — Художественная галерея (Гронинген, Голландия)
- 1999 — «Галерея — 68» (Копенгаген, Дания)
- 1999, 2000, 2001 — Галерея «Биркенхой», галерея фирмы «Рамболь» (Орхус, Дания)
- 2002 — Культурный центр (Хинеруп, Дания)
- 2002 — Культурный центр (Хорсенс, Дания)
- 2001, 2003, 2004 — Галерея «Нутти Галери» (Виррат, Финляндия)

## Участие в проектах и коллективных выставках
- С 1973 года принимает участие во всех областных художественных выставках г. Мурманска
- 1973 — Выставка произведений мурманских художников (Рованиеми, Финляндия)
- 1974 — IV зональная выставка «Советский Север»
- 1975 — IV Всесоюзная выставка акварели (Москва, Россия)
- 1976 — Республиканская выставка «Молодость России» (Москва, Россия)
- 1979 — V Зональная выставка «Советский север −5» (Сыктывкар, Россия)
- 1979 — Выставка «Молодые художники России» (Белград, Югославия, г. София, Болгария, г. Будапешт, Венгрия)
- 1981 — VII Всесоюзная выставка акварели (Москва, Россия)
- 1983 — Республиканская выставка «физкультура и спорт» (Рязань, Россия)
- 1984 — VI Зональная выставка «советский Север» (Новгород, Россия)
- 1985 — Всероссийская выставка «Мир отстояли — мир сохранили» (Москва, Россия)
- 1985 — Выставка произведений мурманских художников (Лулио, Швеция)
- 1985 — Выставка произведений мурманских художников «Кольская земля» (Архангельск, Россия)
- 1986 — Выставка произведений мурманских художников (Рига, Латвия)
- 1986 — Выставка произведений мурманских художников (Петрозаводск, Россия)
- 1986 — «Художники о Северном флоте» — выставка 20-ти художников России
- 1986 — Выставка произведений мурманских художников (Рованиеми, Финляндия)
- 1987 — VII Всесоюзная выставка акварели (Ленинград, Россия)
- 1987 — Выставка «За мир и безопасную зону на Севере Европы» (Швеция)
- 1989 — Выставка произведений мурманских художников (Вадсе|Норвегия)
- 1990 — Выставка пяти мурманских художников (Боден, Швеция)
- 1991 — Выставка пяти мурманских художников (Рованиеми, Финляндия)
- 1992 — Выставка произведений мурманских художников в галерее «Довтон» и «Кент» (Джексовил, США)
- 2000 — Выставка 6-ти мурманских художников (Гронинген, Голландия)
- 2003 — 9-я Региональная выставка «российский Север» (Вологда, Россия)
- 2004 — Всероссийская выставка «Россия-Х» (Москва, Россия)
- 2004 — 1-Я Международная выставка акварели «АКВАБИЕННАЛЕ» (Петрозаводск, Россия)
- 2005 — Международная выставка посвящённая 60-летию Победы (Москва, Россия)
- 2005 — Выставка художников в (Вологда, Россия)
- 2005 — Областная выставка посвященная 40-летию мурманской организации СХ (Олссии)
- 2006 — академическая передвижная выставка «Северо-Запад России» (Мурманск, Россия)

## Публикации в печатных изданиях
- 2007 — Журнал «Русская галерея» № 4
- 2003 — Энциклопедия «Лучшие люди России»
- «Кто есть кто в культуре Мурманской области» (заслуженные работники культуры области)
- «Почетные граждане г. Североморска» (набор открыток)
- 2007 — Каталог 10-й межрегиональной выставки «Российский Север» № 3,4
- 2008 — «Знаменитые люди Северного Флота» (биографический словарь)
- 2003 — «Почетные граждане Североморска» (библиографический справочник)
- 2003 — Каталог 9-й межрегиональной выставки «российский Север» (Вологда, Россия)
- 2005 — «Художники Мурманска» (иллюстрированный историко — биографический справочник)
- «художники Североморска» (набор открыток)
- 1989 — Журнал «Народное творчество и этнография» № 5
- 2006 — Журнал «Триумфальная арка»
- 2007 — Журнал «Триумфальная арка»
- 2009 — Каталог Всероссийской XI художественной выставки (Москва, Россия)
- 2008 — Журнал «SHOPPING»
- 2006 — Журнал «CITY» № 2 (Мурманск, Россия)
- 2007 — Альбом «Лауреаты и дипломанты академических выставок» (Москва, Россия)
- 2001 — Книга «Север России XXI век» (Москва, Россия)
- 1991 — Журнал «Художники»
- 1987 — Каталог выставки А. Сергиенко к 40-летию
- 1988 — Каталог выставки А. Сергиенко
- Каталог произведений художников Мурманской области членов СХ России в собрании мурманского областного художественного музея.
- 1995 — Каталог выставок маринистов, художников Мурманска и Санкт-Петербурга (Копенгаген, Дания)
- 1995 — произведения художника были внесены в международный каталог художников Баренц — региона (Россия, Швеция, Норвегия, Финляндия)